# Windsor (Carolina del Sur)
Windsor es un pueblo ubicado en el condado de Aiken en el estado estadounidense de Carolina del Sur. La localidad en el año 2000 tiene una población de 127 habitantes en una superficie de 2.6 km², con una densidad poblacional de 48.9 personas por km². 

## Geografía
Windsor se encuentra ubicado en las coordenadas 33°28′56″N 81°30′48″O / 33.482326, -81.513263. Según la Oficina del Censo, la localidad tiene un área total de 2,6 km² (1 mi²), de la cual 2,6 km² (1 mi²) es tierra y 0 km² (0 mi²) (0.0%) es agua.

## Demografía
En el 2000 la renta per cápita promedia del hogar era de $35.833, y el ingreso promedio para una familia era de $42.083. El ingreso per cápita para la localidad era de $14.828. En 2000 los hombres tenían un ingreso per cápita de $35.833 contra $23.750 para las mujeres. Alrededor del 14.3% de la población estaba bajo el umbral de pobreza nacional. 

### Localidades adyacentes
El siguiente diagrama muestra a las localidades en un radio de 24 kilómetros (14,9 mi) de Windsor.